# Ochlodes
Ochlodes  (лат.) — род бабочек из семейства толстоголовок.

## Описание
Бабочки не крупные. Усики с крючковидной булавой. Верхняя сторона крыльев желто-рыжая с более светлыми пятнами на нижней стороне крыльев. Род выделяют на основе особенностей строения копулятивного аппарата.

## Систематика
Голарктический род.
- Ochlodes agricola Boisduval, 1852
- Ochlodes amurensis Mabille 1909
- Ochlodes asahinai Shirozu
- Ochlodes batesi Bell 1935
- Ochlodes bouddha Mabille 1876
- Ochlodes brahma Moore 1878
- Ochlodes crataeis Leech 1893
- Ochlodes flavomaculata ss
- Ochlodes formosana Matsumura 1919 Taiwan — возможно подвид Ochlodes subhyalina (Bremer & Grey, 1853)
- Ochlodes hasegawai Chiba & Tsukiyama 1996
- Ochlodes hyrcanna Christoph 1893
- Ochlodes klapperichii Evans 1940
- Ochlodes lanta Evans 1939
- Ochlodes linga Evans 1939
- Ochlodes ochraceus (Bremer 1861)
- Ochlodes parvus Kurentzov 1970
- Ochlodes pasca Evans 1949
- Ochlodes sagitta Hemming 1934
- Ochlodes samenta Dyar 1914
- Ochlodes similis Leech 1893
- Ochlodes siva Moore 1878
- Ochlodes snowi (WH Edwards 1877)
- Ochlodes subhyalina Bremer & Grey 1853
- Ochlodes sylvanoides (Boisduval 1852)
  - Ochlodes sylvanoides napa (WH Edwards 1865)
- Ochlodes sylvanus Esper 1778
- Ochlodes thibetana Oberthuer 1886
- Ochlodes venata Bremer & Grey 1853
- Ochlodes yuma (WH Edwards 1873)

## Распространение
Встречаются в  Палеарктике, Неарктике и Ориентальной области.